# Меристична мінливість
Меристична мінливість (грец. meriso — ділю, розділяю) — мінливість меристичних ознак (напр., число сегментів тіла тварини, число лусок, шпильок або щетин). Деякі меристичні ознаки постійні (напр., число очей у ссавців), інші — схильні до більшої або меншої мінливості, яка зазвичай характерна для цього виду (число лусок у змій або променів плавників у риб).

## Ресурси Інтернету
- Куртяк Ф. Ф. Асимметрия билатеральных меристических признаков ужа водяного (Natrrix tessellata L.) Закарпатской области
- Изменчивость меристических признаков некоторых видов рыб бассейна средней Вычегды[недоступне посилання з липня 2019]